# Sprundel

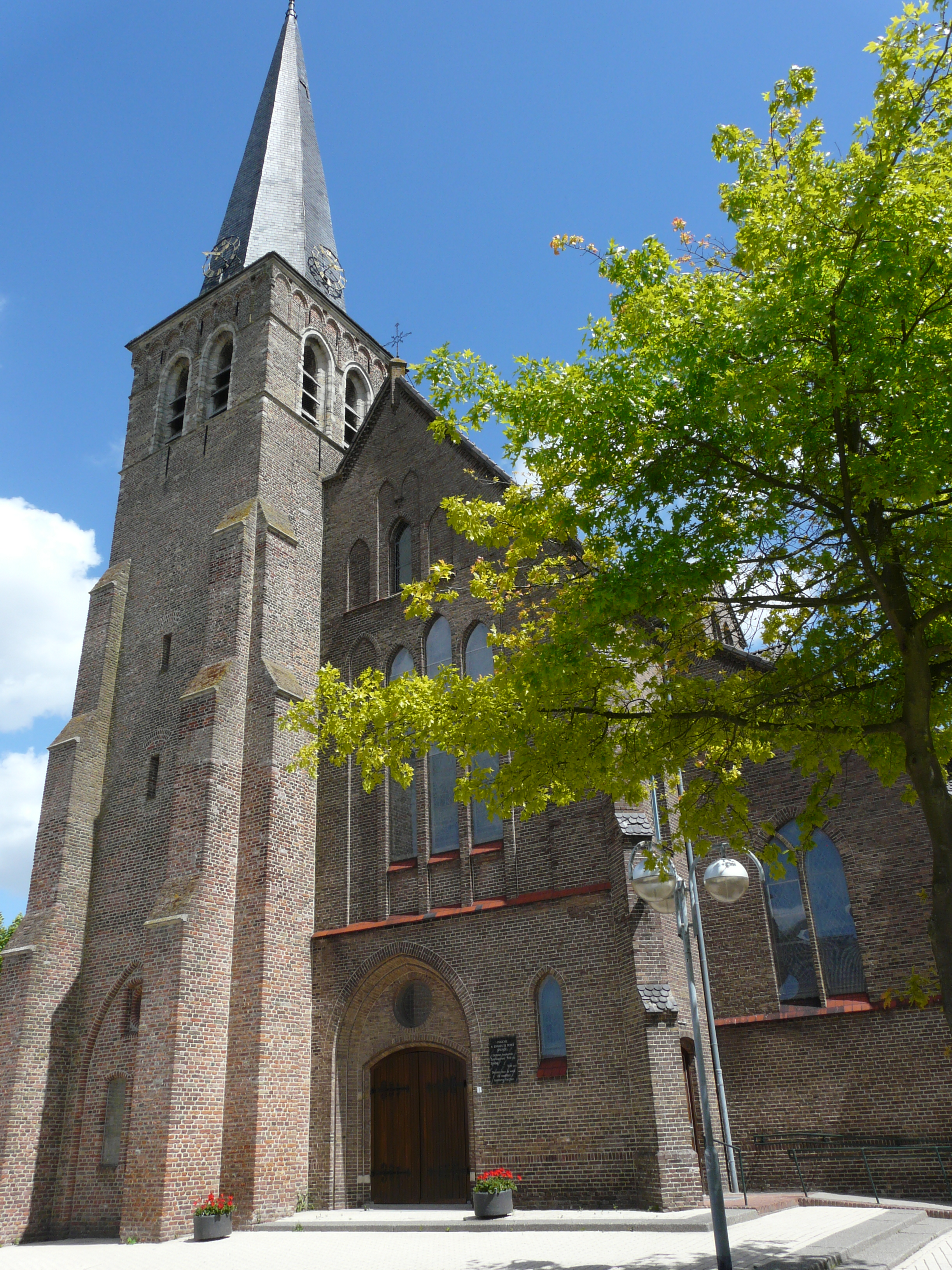
Johannes de Doperkerk

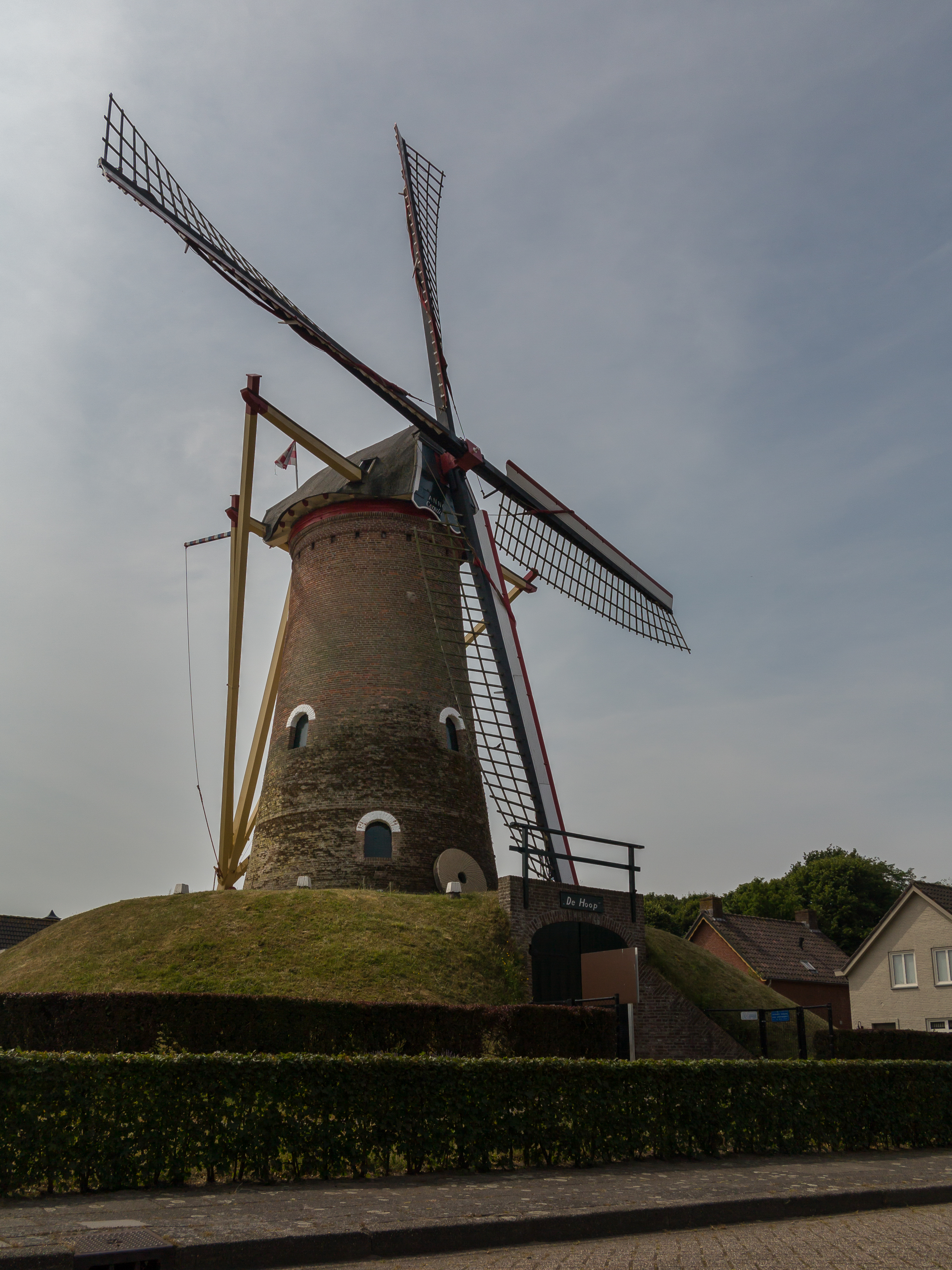
Sprundel, beltmolen de Hoop

Sprundel is een dorp in de gemeente Rucphen in de Nederlandse provincie Noord-Brabant. Het ligt tussen St. Willebrord en Rucphen. Dichtstbijzijnde grote plaatsen zijn Etten-Leur en Roosendaal. Op 1 januari 2023 had het dorp 5.320 inwoners (CBS).Sprundel is tevens een voormalige gemeente.

## Etymologie
De naam Sprundel valt niet goed te verklaren. Diverse theorieën doen opgeld, doch eenduidigheid is daar niet in te vinden. Mogelijk is de uitgang -el ontstaan vanuit -lo, evenals bij een aantal andere Brabantse plaatsnamen.

## Geschiedenis
Sprundel werd voor het eerst genoemd in 992, toen nog onder de naam Castellum Sprundelheim, in een schenkingsacte van de Abdij van Thorn. De plaats is ongetwijfeld nog ouder dan de acte. Schriftelijke documenten uit die tijden zijn echter schaars.
Ook in de omgeving van Sprundel werd turf gewonnen, van omstreeks 1300 tot 1500, waarna het veen uitgeput raakte en de streek in armoede verviel. In 1583 werd Sprundel geplunderd door de troepen van Armand de Gontaut. De bevolking was gevlucht en keerde pas in 1592 weer terug naar het verwoeste dorp, alwaar men begost de kercke te repareren alsoe die seer verwoest ende vervallen lach door misbruijk van veel diversche ruyteren ende soldaten. Pas in 1620 kwam de kerk weer gereed. In 1609 telde het dorp ongeveer 450 inwoners.
Sprundel was tot 1810 bestuurlijk verdeeld: er bestond, analoog aan de situatie in Baarle, een Sprundel-Nassau en een Sprundel-Hertog. Het Nassau-gedeelte was in de Middeleeuwen onder de heren van Breda, de graven van Nassau komen te vallen, en het Hertog-gedeelte viel onder de bezittingen van de hertog van Brabant. Er waren vier heerlijkheden (Hage, Etten, Rucphen en Vorenseinde) bij Sprundel betrokken, alsmede de Abdij van Thorn. Deze partijen ruzieden over opbrengsten en lasten, en aldus zorgde de verdeeldheid voor een chaotisch bestuur.
In 1810 ontstond echter de gemeente Sprundel, die verschillende namen droeg en ook Rucphen omvatte en tegenwoordig de naam van het buurdorp draagt.
In 1868 kwamen de Franciscanessen van Etten naar Sprundel. Zij verzorgden het onderwijs en vanaf 1924 ook de wijkverpleging. In 1909 werd een nieuw klooster gebouwd.
De bevolking nam slechts langzaam toe, maar in de jaren '20 van de 20e eeuw kwam kunstmest beschikbaar en kwam de landbouw op hoger peil, terwijl bovendien veel ontginningen plaatsvonden. In 1868 kwam er een openbare school en in 1917 een katholieke school. In 1952 werd Rucphen een kerngemeente en aldus werd de industrialisatie gestimuleerd. Tussen Sprundel, Rucphen en St. Willebrord ontstond een bedrijventerrein. Door nieuwbouwwijken verschoof het zwaartepunt van het dorp in westelijke richting.

## Bezienswaardigheden
- De Heilige Joannes de Doperkerk, aan de Hertogstraat 1, is een driebeukige kruisbasiliek uit 1922, ontworpen door Wolter te Riele, met een toren uit eind 15e eeuw. In 2015 is de kerk aangekocht door woningstichting Thuisvester en is verbouwd tot een multifunctionele accommodatie. Heden zijn hier dorpshuis De Trapkes en de parochie van Sprundel gevestigd.[3]
- De bijbehorende pastorie stamt uit 1842. Thans in gebruik als brasserie.
- Windmolen De Hoop is een ronde stenen beltmolen uit 1840, gelegen aan Molenerf 2.
- Het Fatimapark of Sprundels bos is een processiepark nabij de kerk, ingewijd in 1948.
- Het voormalig klooster van de Franciscanessen van Etten, aan de Hertogstraat, uit 1909. In 1967 werd dit in gebruik genomen als gemeenschapshuis De Trapkes. In 2015 werd het afgebroken.

## Natuur en landschap
Sprundel ligt naar het noorden en westen toe vrijwel ingeklemd tussen de kom van St. Willebrord en een bedrijventerrein met aansluitend de kom van Rucphen. Naar het oosten toe vindt men een landbouwgebied met daarin voormalige turfvaarten, zoals de Oude Vaart en de Oude Turfvaart.
Ten zuidoosten van het dorp liggen de natuurgebieden Pannenhoef en Lange Maten.

## Evenementen
- Met Carnaval heet Sprundel Nachtuilenrijk
- In het eerste weekend van juni vind altijd de jaarlijkse dorpskermis plaats
- Sint Jansfeesten, jaarlijkse dorpsfeesten in het laatste weekend van juni met een braderie en een grote feesttent met dans- en zangoptredens. In de week ervoor vindt altijd de jaarlijkse avondvierdaagse plaats
- Beachsoccer, georganiseerd door de plaatselijke voetbalvereniging
- November is al jaren het toneel voor 2 dagen feest tijdens Anita's Polderparty in de feesttent in polder van Sprundel
- In december wordt altijd de jaarlijkse kerstmarkt met kerstmannenloop georganiseerd.

## Sport
Op zondag 21 augustus 2022 liep de route van de derde etappe (van Breda naar Breda) van de Ronde van Spanje 2022 door Sprundel.

## Verenigingen
- Voetbalvereniging SV Sprundel
- Scouting Sint Jan

## Voorzieningen
- Gemeenschapshuis De Trapkes
- Basisschool Vinkenbos[5]

## Verkeer en vervoer
Sprundel is bereikbaar via de A58 en de N640.

## Geboren in Sprundel
- Hendrik Detmers (1761-1825), militair
- Thijs Roks (1930-2007), wielrenner

## Bekende inwoners
- Berry van Peer, darter
- Frits Pirard, wielrenner

## Galerij

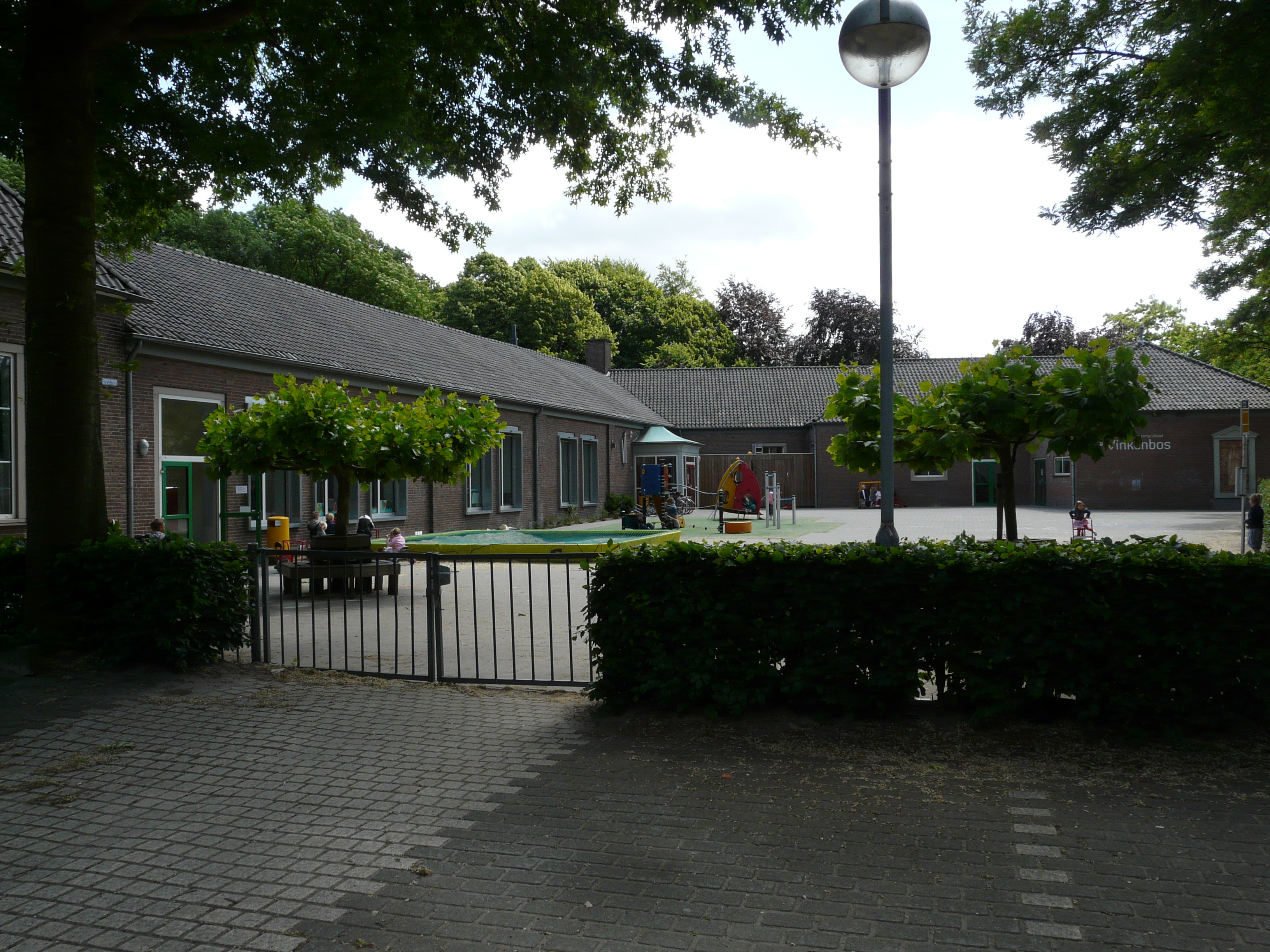
Basisschool Vinkenbos
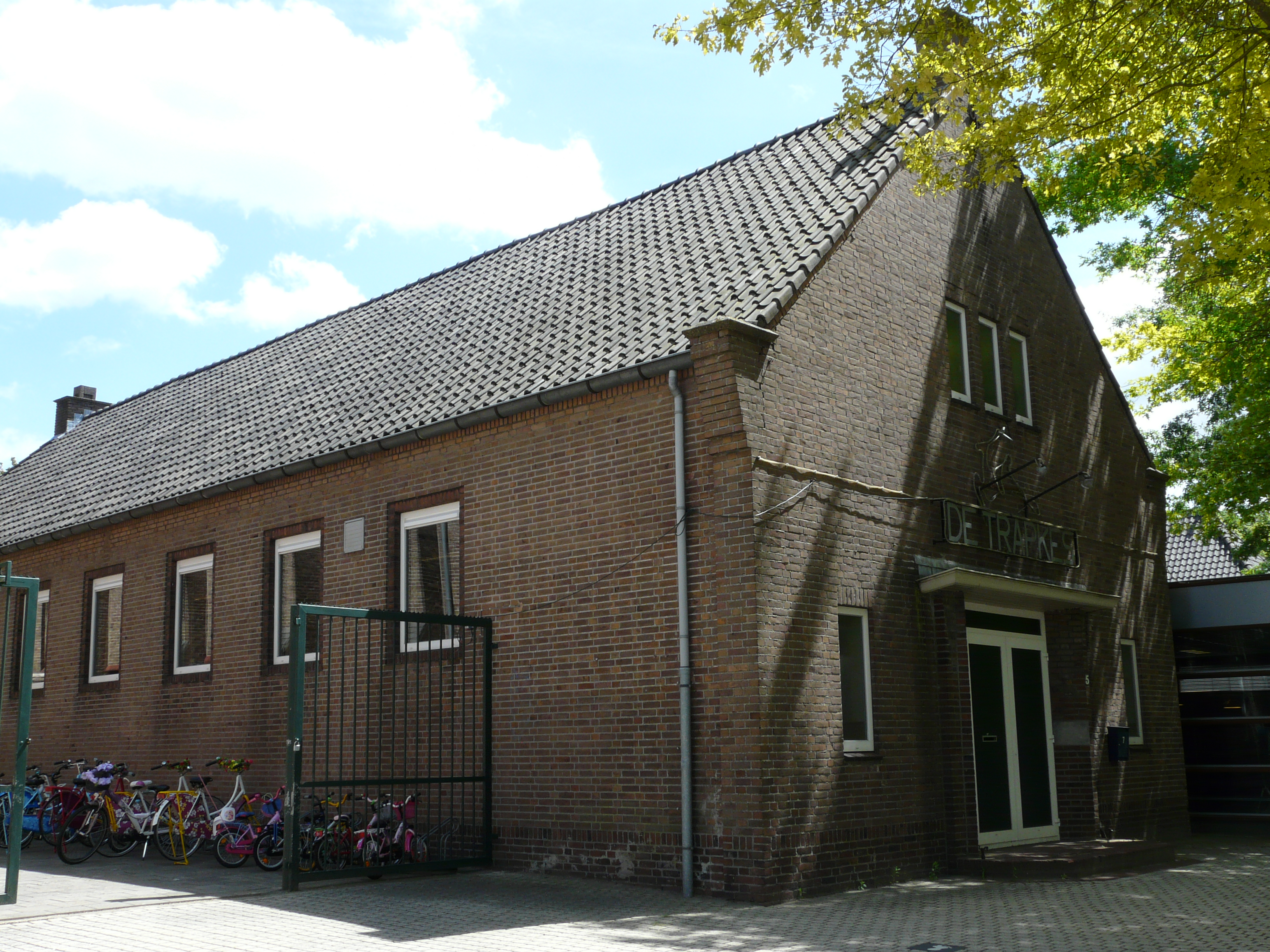
Gemeenschapshuis De Trapkes

## Nabijgelegen kernen
Etten-Leur, Klein-Zundert, Rijsbergen, Rucphen, Schijf en St. Willebrord.
Dorpen: Rucphen · Schijf · St. Willebrord · Sprundel · Zegge

Buurtschappen: De Berk · De Dood · De Heiberg · De Posthoorn · De Schietbaan · Het Hoekske · Het Oosteind · Langendijk · Langeschouw · Munnikenheide · Nederheide · Nispense Achterhoek · Noordhoek · Steenpaal 

Noord-Brabant: Steden en dorpen      Nederland: Provincies · Gemeenten